# Centro spaziale di Xichang
Il centro spaziale di Xichang, chiamato anche Base 27, è un'importante base cinese per il lancio in orbita di satelliti.

## Posizione Geografica
La base è posta a 60 km dalla città di Xichang, all'interno della valle del distretto di Mianning, con un'altezza media sopra il livello del mare di 1500 m.

## Razzi e notizie
L'utilizzo principale riguarda il lancio di satelliti GTO (in orbita di trasferimento geostazionaria), ma si possono anche lanciare satelliti su orbita eliosincrona, in orbita terrestre bassa o anche in orbita alla luna.
È sotto la doppia gestione del Dipartimento generale dei Mezzi dell'Esercito per la Liberazione del Popolo Cinese, e dal Centro cinese per il controllo delle misure del lancio di satelliti.
All'inizio, nel 1984, con il razzo vettore Lunga Marcia 3, è stata lanciata la prima rete satellitare cinese, la DFH(Est rosso) 02.
Al momento è possibile il lancio di CZ 02-E, CZ III, CZ IIIA e CZ IIIB, e per il tipo 4 la Cina sta avviando ricerche proprie sui razzi vettori.

## Storia
Maggio 1986: apertura ufficiale al mondo esterno del cosmodromo di Xichang.
Non molto tempo dopo, il cosmodromo è esposto al commercio estero, attraverso il lavoro professionale nel lancio di satelliti, in precedenza era già accaduto il lancio di famose tipologie di satelliti da parte di paesi stranieri.
2 dicembre 2013
Parte la missione Chang'e 3, che porta il rover Yutu sulla Luna il 15 dicembre. È la prima missione dopo il Luna 24 di 37 anni prima che riesce ad effettuare un allunaggio